# Staw (jezioro w województwie warmińsko-mazurskim)
Staw (lub Szlagowski Staw) – jezioro w Polsce, w województwie warmińsko-mazurskim, w powiecie olsztyńskim, w gminie Olsztynek.

## Położenie i charakterystyka
Jezioro leży na Równinie Olsztynka, natomiast w regionalizacji przyrodniczo-leśnej – w mezoregionie Puszcz Mazurskich, w dorzeczu Marózka–Łyna–Pregoła. Znajduje się około 6 km w kierunku wschodnim od Olsztynka, nad jego północnymi brzegami leży osada Kołatek. Od strony południowej wpada ciek wodny łączący akwen z Niskim Jeziorem, wypływa natomiast na północy, kierując wody do Jeziora Plusznego Małego i Wielkiego.
Zbiornik wodny leży w otoczeniu lasów – na wschodzie, na południu podmokłe łąki i mokradła na płaskich brzegach. Dno i ławica przybrzeżna muliste. Linia brzegowa niezbyt rozwinięta.
Jezioro leży na terenie obwodu rybackiego jeziora Pluszne w zlewni rzeki Łyna – nr 8.

## Morfometria
Według danych Instytutu Rybactwa Śródlądowego powierzchnia zwierciadła wody jeziora wynosi 20,4 ha. Średnia głębokość zbiornika wodnego to 3,2 m, a maksymalna – 13,9 m. Lustro wody znajduje się na wysokości 140,1 m n.p.m. Objętość jeziora wynosi 658,0 tys. m³. Maksymalna długość jeziora to 1000 m, a szerokość 250 m. Długość linii brzegowej wynosi 2500 m.
Inne dane uzyskano natomiast poprzez planimetrię jeziora na mapach w skali 1:50 000 według Państwowego Układu Współrzędnych 1965, zgodnie z poziomem odniesienia Kronsztadt. Otrzymana w ten sposób powierzchnia zbiornika wodnego to 21,0 ha.

## Przyroda
W skład pogłowia występujących ryb wchodzą m.in. szczupak, sandacz, lin, płoć i leszcz. Wśród roślinności przybrzeżnej dominuje trzcina i pałka.
Obszar jeziora leży na terenie specjalnego obszaru ochrony siedlisk w ramach sieci Natura 2000 Ostoja Napiwodzko-Ramucka (PLH280052) o łącznej powierzchni 32 612,78 ha.